# موش صخره‌ای لائوس
خرگوش‌های صخره‌ای لائوس (نام علمی: Diatomyidae) نام یک تیره از فروراسته تشی‌آروارگان است.